# 矢原秀男
矢原 秀男（やはら ひでお、1930年2月2日 - ）は、日本の政治家、元公明党参議院議員(3期)。

## 来歴
広島県出身。1954年近畿大学法学部卒。卒業後は大谷重工業に入る。1963年尼崎市議になり、のち兵庫県議になる（2期）。1974年の第10回参議院議員通常選挙で兵庫県から公明党公認で立候補して初当選。1980年の第12回参議院議員通常選挙で落選。1983年の第13回参議院議員通常選挙で復帰。1989年の第15回参議院議員通常選挙でも再選した。国会内では参議院運輸、法務各委員長を務め、党内では党中央委員、党兵庫県本部長などを務めた。1994年新進党に参加。翌1995年の参院選に出馬せず引退した。